# کوهوئی، آلاسکا
کوهوئی (به انگلیسی: Cohoe) شهری در بخش شبه‌جزیره کنای ایالت آلاسکا است که جمعیت آن در سرشماری سال ۲۰۰۰ میلادی ۱۱۶۸ نفر بوده‌است.